# Albert Werfer

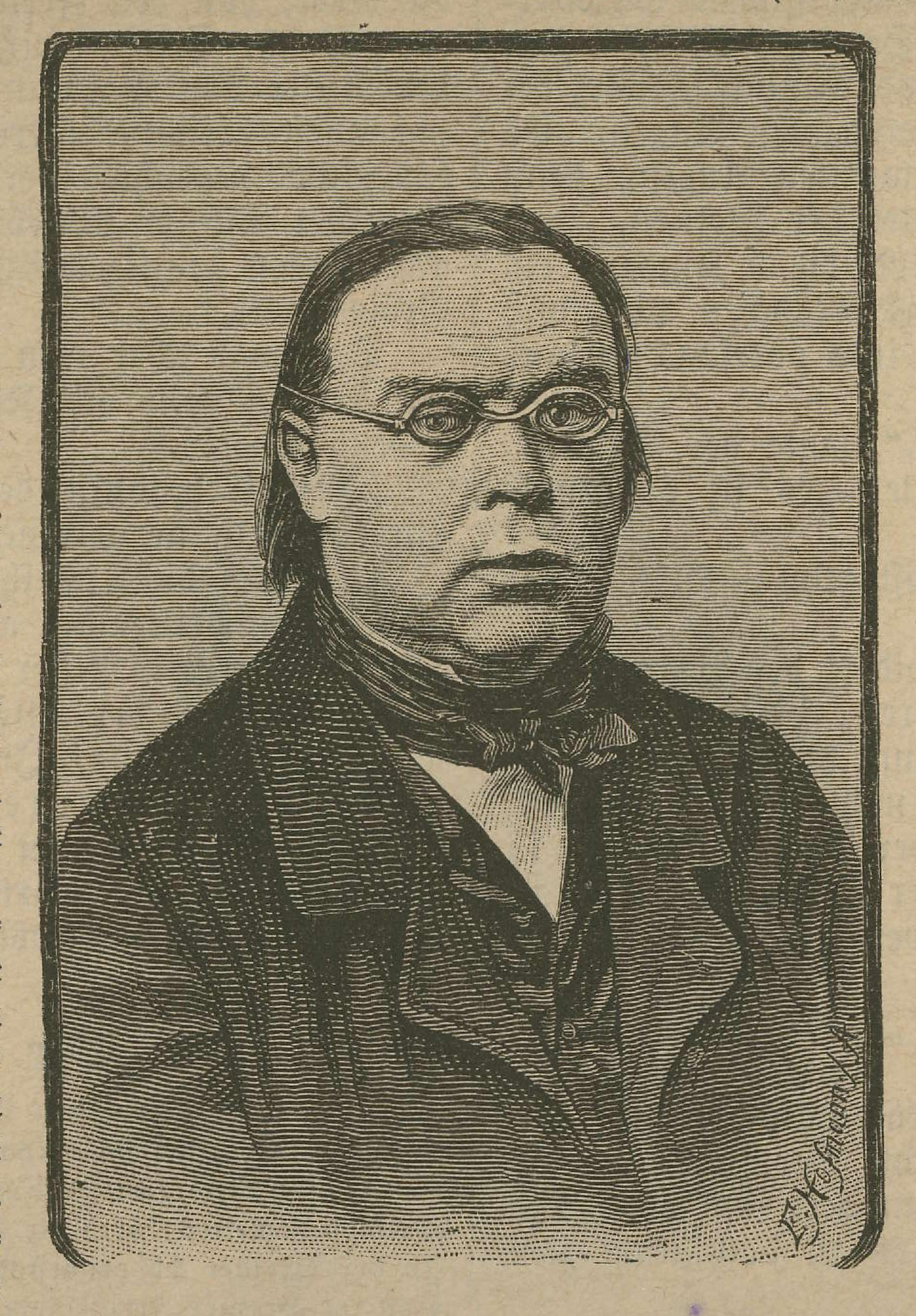
Holzschnitt 1887

Albert Josef Benedikt Werfer (* 27. September 1815 in Neresheim; † 21. September 1885 in Ellwangen) war ein katholischer Pfarrer und Schriftsteller.

## Leben
Der Sohn von Franz Joseph Werfer studierte in Tübingen und München katholische Theologie. Er bekleidete nach der Primiz in Ellwangen 1840 verschiedene geistliche Stellen und war unter anderem Pfarrer in Unteressendorf und Otterswang.
Werfer veröffentlichte Gedichte und Prosaschriften, wobei insbesondere die bibelkatechetischen Werke Beachtung fanden. Die Katholisch-Theologische Fakultät der Universität Tübingen verlieh ihm am 2. Juli 1877 die Ehrendoktorwürde.